# Samsung Galaxy J3
El Samsung Galaxy J3 es un teléfono móvil fabricado por Samsung Electronics, lanzado en mayo de 2016. Posee sistema operativo Android 5.1, actualizable a Android 6.0.1. Cuenta con memoria de 8 a 16 GB, expandibles hasta 256 GB.
Es el tercer dispositivo móvil de la línea Galaxy J de Samsung.

## Características
- Cuenta con 1.5 GB de memoria RAM
- Cuenta con memoria de 8 a 16 GB (la cantidad varia según el modelo), expandibles a 256 GB
- Su cámara trasera es de 8 Megapíxeles y su cámara frontal de 5 MP. Permite grabar hasta FullHD a 30 fps
- Dispone de radio FM
- Cuenta con un procesador de 1.5 Ghz de cuatro núcleos[1]